# رونگانو نیونی
رونگانو نیونی (انگلیسی: Rungano Nyoni) کارگردان، فیلمنامه‌نویس و بازیگر اهل زامبیا است.  او بیشتر به خاطر فیلم‌های بلندش «من جادوگر نیستم» و «درباره‌ی تبدیل شدن به یک مرغ شاخدار» شناخته می‌شود که هر دو را خودش نوشته و کارگردانی کرده است. هر دو فیلم تحسین‌های بین‌المللی گسترده‌ای را دریافت کردند. «من جادوگر نیستم » جایزه بفتای بهترین فیلم اول سال ۲۰۱۸ را برای نیونی به ارمغان آورد. «درباره‌ی تبدیل شدن به یک مرغ دریایی» جایزه بهترین کارگردان جشنواره فیلم کن ۲۰۲۴ - جایزه نوعی نگاه (Ex-aequo) را برای او به ارمغان آورد. 
نیونی در لوزاکا، زامبیا از خانواده مریل موتال (با نام خانوادگی نیونی) و توماس نیونی به دنیا آمد. آنها تصمیم گرفتند نام او را رونگانو بگذارند، که در زبان شونا، زبان بومی زیمبابوه، به معنای «قصه‌گو» است. وقتی او نه ساله بود، خانواده‌اش به ولز مهاجرت کردند.